# Каширский, Владимир Григорьевич
Владимир Григорьевич Каширский (3 июля 1914, село Лопатино Петровского уезда Саратовской губернии — 9 мая 2008) — заслуженный деятель науки и техники РСФСР (1980), доктор технических наук, профессор, создатель и заведующий кафедрой «Промышленная теплотехника» Саратовского политехнического института (СПИ) (1958—1985), первый декан энергетического факультета СПИ (1960—1961), основатель Саратовской научной и инженерной школы в области газификации, термической переработки и комплексного энерготехнологического использования твёрдого топлива.

## Семья
Родился 3 июня 1914 года село Лопатино Петровского уезда Саратовской губернии. Отец — Каширский Григорий Павлович, мать — Каширская (Земскова) Александра Васильевна. С 1919 года воспитывался матерью и отчимом, Фёдором Михайловичем Корниловым. Большое влияние на воспитание внука оказала семья деда, Василия Егоровича Земскова (?—1930).
Супруга — Ларина, Нина Ивановна, доктор биологических наук, профессор СГУ имени Н. Г. Чернышевского. Супруги знакомы со школы — являлись одноклассниками. В семье двое детей и двое внуков.

## Образование
В 1922 году поступил в начальную школу в Петровске. В 1928 году переехал в Саратов, учился в Саратовской школе-девятилетке, позднее — школа-семилетка № 11. Был председателем пионерского форпоста школы. Зимой 1929—1930 годов участвовал в ликвидации неграмотности. В июне 1930 года окончил 7-й класс.
В период обучения в седьмом классе, зимой 1929—1930 годов подал в Комитет по изобретательству при Совете труда и обороны несколько заявок и получил три решения о признании описанных в заявках устройств изобретениями. Устройства, описанные в заявках позволяли удалять твёрдые частицы (например, нефть) из продуктов горения.
После окончания школы учился в Саратовском индустриальном техникуме на теплотехническом отделении (1930—1932). Проходил производственную практику на Сталинградском заводе «Красный Октябрь» (1931), с февраля по апрель 1932 года работал в проектном отделе строящегося Саратовского нефтеперерабатывающего завода. С 1931 по 1933 год сотрудничал с журналом «Изобретатель». Преддипломную практику (1933) проходил на Коломенском машиностроительном заводе.

## Начало трудовой деятельности
После окончания техникума (1933) по распределению направлен на Рубежанский химкомбинат в Луганской области Украинской ССР, в 1934 году вернулся в Саратов. С 1934 по 1936 год работал инструктором Нижне-Волжского отделения Госцентрбюро (ГЦБ) «Энергокадры». Руководил курсами по подготовке кочегаров паровых котлов для саратовских ликёро-водочного и маслозавода, Саратовской ТЭЦ. С сентября 1934 по июнь 1935 года находился в длительной командировке на заводах «Баррикады» и «Красный Октябрь» в Сталинграде.
По возвращении в Саратов выполнял поручение по организации и проведению курсов кочегаров для пополнения
штата котельного цеха СарГРЭС. В 1935, 1936 годах опубликовал несколько небольших статей в журнале «Вестник кочегара».
В августе 1935 года перевёлся работать в Московское отделение Г. И. Б. «Трансэнергокадры», поступил на рабфак МЭИ.

## Обучение в Московском институте стали
С 1936 по 1941 год учился в Московском институте стали по специальности «Пластическая обработка металлов (ковка и штамповка)», где показывал высокую академическую успеваемость и принимал активное участие в общественной работе. Окончил институт с отличием.
Член ВЛКСМ с 1930 по 1940 год. Был избран в состав комитета комсомола института. В 1937 году введён в состав Совета студенческой молодёжи при ЦК ВЛКСМ, с 1940 по 1941 год руководил Ленинском РК ВЛКСМ, был избран членом Московского Горкома ВЛКСМ и вошёл в состав его пленума. Член КПСС с 1940 года.

## Работа в Саратове
После окончания института (1941) был направлен в Саратов. Работал на заводе имени М. (Михаила) Кагановича, занимался организацией термического участка инструментального цеха, был заместителем начальника кузнечного цеха. Зимой 1942 года под руководством В. Г. Каширского на заводе была построена печь со встроенным газогенератором для газификации угля, что обеспечило возможность выпуска продукции при отсутствии жидкого топлива.
В годы войны был политруком роты народного ополчения на заводе. Параллельно работе на завода «Серп и молот» (1941) занимался постройкой газогенератора для сельскохозяйственных отходов в СИМСХ.
С начала 1941 по июль 1941 года в рамках работ проектной конторы «Сланцепроект» занимался изучением газификации сланцев в пылевидном состоянии на торфоопытной станции в Тверской области. В результате работы был построен опытный генератор, но работы были приостановлены с началом войны. По указанию Главного управления сланцевой промышленности «Сланцепроект», располагавшаяся в конце 1942 года в Сызрани, должна была закончить проектирование генератора в первом квартале 1943 года. Эту работу взял на себя В. Г. Каширский. По трудовому соглашению с «Сланцепроект» продолжил проектирование опытного газогенератора для Кашпирского сланцеперерабатывающего завода и выполнил её в начале 1944 года. Материалы проекта легли в основу диссертационной работы В. Г. Каширского.
Опираясь на свой опыт, В. Г. Каширский внёс в областную плановую комиссию предложение о более эффективном использовании сланцев, путем их газификации. По решению руководства области в мае 1943 года переходит на работу на Саратовскую ТЭЦ-1. Под руководством инженера, а позже начальника производственно-технического отдела, заместителем главного инженера по режиму Каширского были проведены работы по совершенствованию совместного использования горючих сланцев и природного газа в качестве энергетического топлива. Была впервые была построена опытно-промышленная установка по газификации горючего сланца.
В феврале — марте 1944 года преподавал некоторые разделы теплотехнического цикла в Энергомеханическом техникуме.
В 1945 году переведен на работу в Госплан СССР по Саратовской области. С 1945 по 1946 год руководил группой энергобалансового аппарата уполномоченного Госплана СССР по Саратовской области, способствовал вовлечению горючих сланцев в топливно-энергетический баланс региона.
С 1946 году был отозван на учёбу в Высшую дипломатическую школу МИД СССР. В 1948 год с отличием окончил Западный факультет.
Продолжение начатых В. Г. Каширским экспериментальных исследований по газификации горючих сланцев решением Главгазтоппрома в начале 1946 года было возложено на Институт переработки сланцев (Ленинград) и проходило при непосредственном участии учёного.
После окончания Высшей дипломатической школы, вернулся на работу в Саратов. Был назначен заместителем уполномоченного Госплана СССР по Саратовской области, занимался подготовкой предложений по созданию в Саратове завода технического стекла, ТЭЦ-2, по реконструкции одного из предприятий Энгельса в завод по строительству троллейбусов.

### НИИ Химии Саратовского государственного института
В 1949 году переведён на должность старшего научного сотрудника Саратовского государственного университета имени Н. Г. Чернышевского (СГУ). С июля по декабрь 1949 года находился в командировке на опытно-перерабатывающем комбинате в Германии (Гиршфельд) для участия в изучении возможности газификации горючих сланцев в газогенераторах на парокислородном дутье под давлением. Тем самым В. Г. Каширский участвовал в выполнении задания Правительства СССР по исследованию возможности газификации горючих сланцев и других местных топлив России на парокислородном дутье под давлением.
В 1950 году утвержден директором научно-исследовательского института химии СГУ. В целом работа НИИ была посвящена проблеме безотходного экологически чистого использования сернистых сланцев Поволжья.
В 1948 году сдал кандидатский минимум и подготовил диссертацию на соискание степени кандидата технических наук. Защита диссертации по теме «Газификация горючих сланцев в пылевидном состоянии и перспективы применения сланцев как топлива для металлургических и промышленных печей» состоялась в 1950 году в московском институте Стали. Присуждена ученая степень кандидата технических наук, В. Г. Каширский утвержден в ученом звании старшего научного сотрудника по специальности «Химическая технология топлива». В должности директора НИИ Химии В. Г. Каширский проработал до 1959 года.
В 1955 году утверждён заведующим кафедрой технологии Саратовского экономического института (по совместительству).

### Саратовский политехнический институт
В 1958 году в Саратовском автодорожном институте образуется кафедра «Промышленная теплотехника и теплогазоснабжение», на должность заведующего которой избирается кандидат технических наук В. Г. Каширский и руководит кафедрой до 1985 года. В 1960 году В. Г. Каширский утвержден в ученом звании доцента по кафедре «Промышленная теплотехника и теплогазоснабжение».
С 1960 по 1962 год был деканом вновь образованного в Саратовском политехническом институте энергетического факультета. Под руководством В. Г. Каширского была создана научная школа, направленная на создание научных основ комплексного электротехнологического применения органического топлива. В 1961 году начала работать аспирантура. В. Г. Каширский подготовил 24 кандидата наук. Среди них — В. Р. Атоян, В. М. Седелкин, В. Ф. Симонов, Ю. Я. Печенегов, А. А. Коваль, Э. М. Атоян, В. Н. Лункин, Ю. А. Васильев, В. В. Каштанов, Е. И. Соколова, В. Г. Прелатов, Г. А. Щапов и другие.
С 1961 по 1964 находился в творческом отпуске для оформления докторской диссертации.
В 1966 году защитил диссертацию на соискание ученой степени доктора технических наук по теме «Исследование процессов пиролиза твердого топлива в связи с проблемой получения бензольных углеводородов на основе его комплексного использования» в Днепропетровском химико-технологическом институте. Ученая степень доктора технических наук утверждена в 1967 году. В 1968 году В. Г. Каширский утверждён в звании профессора по кафедре «Промышленная теплотехника» Саратовского политехнического института.
С 1967 года руководил студенческим научным обществом Саратовского политехнического института.
В 1968 году организовал и до 1972 года руководил факультетом повышения квалификации преподавателей-теплоэнергетиков вузов СССР. В 1972 и 1974 году по приказу Минвуза СССР организовал проведение семинаров-совещаний по повышению квалификации заведующих кафедрами промышленной теплотехники вузов СССР.
Руководил научной лабораторией переработки горючих сланцев Поволжья Архивная копия от 27 мая 2018 на Wayback Machine. Входил в состав Научного совета по химии ископаемого твёрдого топлива АН СССР и в состав Научного совета по проблеме «Комплексная переработка твёрдых горючих ископаемых» ГКНТ СССР (1972).
В 1978 году научное направление исследований под руководством В. Г. Каширского вошло в программу Академии наук СССР по важнейшим проблемам на 1978—1990 годы.
В 1981—1985 годах кафедра промышленной теплотехники СПИ участвовала в выполнении раздела 06.05 целевой комплексной научной программы ОЦ 008 ГКНТ СССР «Технико-экономическое обоснование по промышленному использованию горючих сланцев перспективных месторождений СССР». Кафедра «Промышленная теплотехника» под руководством В. Г. Каширского являлась ведущей организацией по межвузовским научно-техническим программам Минвуза РСФСР «Комплексная переработка сланцев» (1986—1991), «Переработка горючих сланцев Поволжья» (1991—1997). В 1984 и 1992 годах итоги научно-исследовательских работ кафедры по горючим сланцам Поволжья были обобщены в крупных отчетах «Техникоэкономическая оценка перспективных методов и схем применения горючих сланцев Поволжья».
Участвовал в работе всесоюзных и международных научных конференций и симпозиумов, таких, как международный симпозиум ООН по горючим сланцам (Таллин, 1968), XII Международный Менделеевский съезд (Баку, 1981), международный семинар ЮНЕП по экологически приемлемому использованию низкосортного топлива (Москва — Таллин — Тампере, 1987).
Дважды избирался депутатом районного совета депутатов трудящихся, долгое время был членом научно-методического совета по высшему энергетическому образованию. Являлся членом редакционной коллегии журнала Oil Shale со дня его основания (Эстония, 1984). В 2002 году был избран действительным членом Международной энергетической академии.

## Научно-методические труды
Опубликовано более 300 статей, около 10 монографий и учебных пособий , около 30 авторских свидетельств на изобретения.

### Авторские свидетельства на изобретения
- В. Г. Каширский. Авторское свидетельство № 19293 на изобретение «Приспособление для осаждения из продуктов горения увлеченной ими нефти». — СССР: Комитет по изобретательству при СТО, 1932. — 1 с.
- В. Г. Каширский. Авторское свидетельство № 95678 на изобретение «Условия коксования и полукоксования пылевидного и мелкозернистого топлива». — СССР, 1949. — 2 с.
- В. Г. Каширский. Авторское свидетельство № 97399 на изобретение «Газогенератор для газификации мелкозернистого и пылевидного твердого топлива». — СССР: Комитет по делам изобретений и открытий при Совете Министров СССР, 1952. — 3 с.
- В. Г. Каширский. Авторское свидетельство № 95144 на изобретение «Генератор для низкосортного мелкозернистого топлива». — СССР, 1953. — 3 с.
- В. Г. Каширский. Авторское свидетельство № 97399 на изобретение «Газогенератор для газификации мелкозернистого и пылевидного твердого топлива». — СССР: Комитет по делам изобретений и открытий при Совете Министров СССР, 1953. — 3 с.
- В. Г. Каширский, Ю. А. Васильев. Авторское свидетельство № 175034 на изобретение «Устройство для термической переработки мелкозернистого и пылевидного топлива». — СССР: Государственный комитет по делам изобретений и открытий СССР, 1965. — 1 с.
- В. Г. Каширский, В. Г. Прелатов, Ю. А. Васильев. Авторское свидетельство № 1122682 на изобретение «Способ термической переработки сернистых сланцев». — СССР: Государственный комитет по изобретениям и открытиям при ГКНТ СССР, 1980. — 4 с.
- В. Г. Каширский, В. В. Каштанов, В. Н. Лункин. Авторское свидетельство № 883155 на изобретение «Устройство для газификации твердого топлива». — СССР: Государственный комитет СССР по делам изобретений и открытий, 1981. — 3 с.
- В. Г. Каширский, В. А. Решетов, В. Ф. Симонов, В. П. Удалов, С. Б. Станотина, А. В. Андреев, С. И. Шкаровский. Патент на изобретение «Композиция на основе натурального горючего сланца для производства эбонитовых изделий». — Российская Федерация: Федеральная служба по интеллектуальной собственности, патентам и товарным знакам, 1998.

### Диссертационные исследования
- В. Г. Каширский. Газификация горючих сланцев в пылевидном состоянии и перспективы применения сланцев как топлива для металлургических и промышленных печей : Диссертация на соискание ученой степени кандидата технических наук. — 1948. — 148 с.[14]
- В. Г. Каширский. Исследование процессов пиролиза твердого топлива в связи с проблемой получения бензольных углеводородов на основе его комплексного использования: Автореферат диссертации на соискание ученой степени доктора технических наук. — Днепропетровск: Днепропетровский химико-технологический институт имени Ф. Э. Дзержинского, 1966. — 34 с.[9]

### Монографии
- В. Г. Каширский. Комплексное использование фрезерного торфа для производства газа на электростанциях. — Москва, 1958. — 10 с.[9]
- В. Г. Каширский. Под редакцией А. И. Попова. Экспериментальные основы комплексного энерготехнологического использования топлив. — Саратов: Саратовский университет, 1971. — 144 с.[9]
- Под редакцией В. Г. Каширского. Исследования в области энерготехнологического использования топлива: Межвузовский научный сборник. — Саратов: Саратовский политехнический институт, 1980. — 102 с.[15]
- В. Г. Каширский. Экспериментальные основы комплексного энерготехнологического использования топлив. — Саратов: Саратовский ун-т, 1981. — 144 с. [16]
- В. Г. Каширский, Э. М. Атоян. Комплексное использование многосернистых сланцев СССР. — Москва: ЦНИИТэгнфтехим, 1985. — 29 с.[9]
- В. Г. Каширский, А. А. Коваль. Горючие сланцы Поволжья и их значение для развития экономики Саратовской области. — Саратов: Саратовский государственный технический университет, 2002. — 53 с.[15]
- В. Г. Каширский. Горючие сланцы Поволжья: прошлое, настоящее, будущее. — Саратов: Саратовский государственный технический университет, 2007. — 156 с.[15] [17]

### Учебно-методические издания
- В. Г. Каширский. Основы комплексного энерготехнического использования топлива: Учебное пособие. — Саратов: Саратовский политехнический институт, 1977. — 81 с.[18]
- В. Г. Каширский, А. А.Коваль, В. П. Ерохин и др. Модель специалиста по специальности «Промышленная теплотехника». — Саратов: Саратовский политехнический институт, 1978. — 104 с.[9]
- В. Г. Каширский. Основы энерготехнологического использования бурых углей: Учебное пособие. — Саратов: Саратовский политехнический институт, 1979. — 45 с.[9]
- В. Г. Каширский. Основы энерготехнологического использования горючих сланцев: Учебное пособие. — Саратов: Саратовский политехнический институт, 1979. — 60 с.[9]
- В. Г. Каширский, Ю. А. Васильев. Основы энерготехнологического использования бурых углей: Учебное пособие. — Саратов: Саратовский политехнический институт, 1983. — 76 с.[9]
- В. Г. Каширский, Ю. А. Васильев. Бурые угли и основы их электротехнологического использования: Учебное пособие. — Саратов: Саратовский политехнический институт, 1984. — 68 с.[9]
- В. Г. Каширский. Термическая переработка горючих сланцев и их энерготехнологическое использование: Учебное пособие. — Саратов: Саратовский политехнический институт, 1987. — 66 с.[9]
- В. Г. Каширский. Термическая переработка горючих сланцев и их энерготехнологическое использование : Учебное пособие. — Саратов: Саратовский государственный технический университет, 2001. — 62 с.[15]
- В. Г. Каширский, Э. М. Атоян. Сера органического топлива: Учебное пособие. — Саратов: Саратовский государственный технический университет, 2005. — 36 с.[19]

### Научные статьи, научные сборники
- В. Г. Каширский, В. С. Терпугова, З. Н. Никольская. О роли карбонатной углекислоты в процессах газообразования при термической переработке и газификации сланца. — Ученые записки СГУ. Выпуск химический. Том XXX. — Саратов: Саратовский ун-т., 1952.[4]
- В. Г. Каширский. Об организации газового производства на теплоэлектроцентралях. — Вестник инженеров и техников. — №2. — С.42—43. — 1953.[4]
- В. Г. Каширский. О многоцелевом применении горючих сланцев Поволжья. — Комплексное использование тепла и топлива в промышленности: Межвузовский научный сборник. — Саратов: Саратовский политехнический институт, 1955. [20]
- В. Г. Каширский, В. С. Петелина, Н. Б. Лобачева. О термическом разложении пылевидного волжского сланца в потоке пара. — Журнал прикладной химии. Том XXVIII. — Москва, Ленинград: Академия наук СССР, 1956.[4]
- В. Г. Каширский, В. С. Петелина, Н. Б. Лобачева. К вопросу о реакционной способности сланцевого кокса. — Ученые записки Саратовского Государственного Университета им. Н.Г. Чернышевского. Выпуск химический. Том XLIII. — Саратов: Саратовский ун-т., 1956.[4]
- В. Г. Каширский, Н. Б. Лобачева, А. Р. Якорева. Высокотемпературное термическое разложение пылевидного торфа в потоке водяного пара. — Журнал прикладной химии. Том XXX. — Москва, Ленинград: Академия наук СССР, 1957.[4]
- В. Г. Каширский. Пиролиз пылевидного румынского лигнита в потоке водяного пара. — Buletinul institutului politechnic. — 1959.[4]
- В. Г. Каширский. О комплексном газоэнергетическом применении бурых углей восточных районов СССР: Тезисы доклада на Всесоюзном совещании по использованию бурых углей. — Москва, 1959. — 10 с.[9]
- В. Г. Каширский, В. С. Петелина. Термическое разложение кендерлыкского сланца в условиях высокоскоростного нагрева. — Известия высших учебных заведений. Химия и химическая технология. - № 3, отдельный оттиск. — Иваново: Химико-технологический институт, 1959.[4]
- В. Г. Каширский. О перспективах применения пылевидного топлива для производства технологического и отопительного газа. — Ученые записки Саратовского госуниверситета им. Н.Г. Чернышевского. Том 71. — Саратов: Саратовский ун-т., 1959.[4]
- В. Г. Каширский, А. Р. Якорева, В. С. Петелина. Газификация пылевидного антрацита в потоке перегретого водяного пара. — Научные доклады высшей школы. Химия и химическая технология. — № 2. — 1959.[4]
- В. Г. Каширский. Комплексное газоэнергетическое использование бурых углей восточных районов СССР. — Передовой научно-технический и производственный опыт. Теплосиловые установки. — Выпуск 1. — Центральный институт технико-экономической информации, 1960.[4]
- В. Г. Каширский. О получении ароматических углеводородов путем пиролиза пылевидного торфа. — Известия высших учебных заведений. Химия и химическая технология. — № 4. — 1961.[4]
- Б. Д. Адинсков, В. Г. Каширский, А. С. Осипов. К расчету газовых горелок турбинного типа. — Известия высших учебных заведений. Энергетика. — № 6. — 1966.[4]
- Ю. А. Васильев, В. Г. Каширский. К вопросу о возможности комплексного использования канско-ачинских бурых углей в парогазовых установках. — Известия высших учебных заведений. Энергетика. — № 6. — 1968.[4]
- В. Г. Каширский, В. Ф. Симонов. О влиянии температуры и времени контакта на образование бензольных углеводородов при скоростном пиролизе бурых углей. — Химия твердого топлива. — 1969 г. — № 3. — Москва, 1969.[4]
- В. Г. Каширский. Перспективы комплексного использования горючих сланцев Поволжья на основе газификации их под давлением. — Москва, 1976.[9]
- В. Г. Каширский, В. В. Каштанов. Перспективы получения энергетического газа из многосернистых горючих сланцев Поволжья: Доклад. — Москва, 1979. — 10 с.[9]
- В. Г. Каширский, В. В. Каштанов. Перспективы получения энергетического газа из многосернистых горючих сланцев Поволжья: Доклад. — Москва, 1979. — 10 с.[9]
- Под редакцией В. Г. Каширского. Исследования в области энерготехнологического использования топлива: Межвузовский научный сборник. — Саратов: Саратовский политехнический институт, 1982. — 106 с.[15]
- В. Г. Каширский. Получение бензольных углеводородов путем скоростного пиролиза энергетических видов твердого топлива: Доклад на IV Всесоюзном совещании по химии и технологии твердого топлива. — Москва, 1982. — 10 с.[9]
- Под редакцией В. Г. Каширского. Исследования в области энерготехнологического использования топлива: Межвузовский научный сборник. — Саратов: Саратовский политехнический институт, 1983. — 108 с.[9]
- Ю. Я. Печенегов. Под редакцией В. Г. Каширского. Теплообмен и теплоносители в процессах термической обработки измельченного твердого топлива: Монография. — Саратов: Саратовский университет, 1983. — 116 с.[18]
- В. Г. Каширский, А. А. Коваль. Перспективы энерготехнологического использования горючих сланцев Поволжья. — Горючие сланцы. — Т. 1, № 1. — С. 29—34. — 1984. [20]
- В. Г. Каширский, B. B. Смирнов, Г. Л. Золотова. О безотходной технологии использования многосернистых сланцев Поволжья. — Исследования в области комплексного энерготехнологического использования многозольных топлив: Межвузовский научный сборник. — Саратов: Саратовский политехнический институт, 1985. [20]
- В. Г. Каширский. Проблемы использования и переработки сланцев Поволжья: Доклад на совещании по химии и технологии получения жидких и газообразных топлив из угля, сланцев и нефтяных остатков. — Москва, 1985. — 18 с.[9]
- Под редакцией В. Г. Каширского. Исследования в области комплексного технологического использования многозольных топлив: Межвузовский научный сборник. — Саратов: Саратовский политехнический институт, 1985. — 106 с.[9]
- Под редакцией В. Г. Каширского. Исследования в области комплексного энерготехнологического использования топлива: Межвузовский научный сборник. — Саратов: Саратовский политехнический институт, 1987. — 100 с.[15]
- Под редакцией В. Г. Каширского. Исследования в области комплексного энерготехнологического использования топлива: Межвузовский научный сборник. — Саратов: Саратовский политехнический институт, 1989. — 89 с.[15]
- В. Г. Прелатов, В. Г. Каширский. Пиролиз смолы высокосернистого сланца. — Сланцевая промышленность. Информ. сер. 1. — № 2. — С. 5—6. — 1989. [20]
- В. Г. Каширский, В. Ф. Симонов, Э. М. Атоян, В. Г. Прелатов. Установка для переработки сернистых сланцев Поволжья по безотходной технологии: Информлисток № 222-89. — Саратов: ЦНТИ, 1989. — 2 с. [20]
- В. Г. Каширский, Э. М. Атоян. Перспективы получения чистых энергоносителей из горючих сланцев Поволжья : Научное издание. — Повышение эффективности использования энергоресурсов Поволжья, с. 47-54. — Саратов: Саратовский политехнический институт, 1990.[21]
- В. Г. Каширский, Г. В. Варнакова. Перспективы развития промышленности органического синтеза на основе тиофена. — Известия вузов. Химия и химическая технология. — Т. 34(2). — С. 85—89. — 1991. — 114 с. [20]
- В. Г. Каширский, В. Г. Прелатов, Ю. А. Васильев. Пат. № 1645286. RU, МКИ С1 6 С 10 В 53/06. Способ термической переработки сернистых сланцев. — Б.И. № 16. — 1991. — 114 с. [20]
- Под редакцией В. Г. Каширского, В. Ф. Симонова. Исследования в области комплексного технологического использования многозольных топлив: Межвузовский научный сборник. — Саратов: Саратовский политехнический институт, 1993. — 114 с.[9]
- Под редакцией В. Г. Каширского. Комплексное использование тепла и топлива в промышленности: Межвузовский научный сборник. — Саратов: Саратовский государственный технический институт, 1995.[9]
- Под редакцией В. Г. Каширского. Проблемы развития сланцевой промышленности России: Материалы международной научно-технической конференции (24—28 октября 1984 г.). — Саратов: Саратовский государственный технический университет, 1995. — 71 с.[9]
- В. Г. Каширский, В. В. Каштанов, А. И. Шупарский. Принципиальные основы создания экологически чистой ТЭС на высокосернистых сланцах Поволжья. — Комплексное использование тепла и топлива в промышленности: Межвузовский научный сборник — С. 8—12. — Саратов: Саратовский государственный технический университет, 1995. — 71 с. [20]
- Под редакцией В. Г. Каширского. Проблемы эффективного использования энергоносителей и низкосортных топлив в промышленности: Материалы международной конференции (24—25 сентября 1998 г.). — Саратов, 1998.[9]
- Под редакцией В. Г. Каширского. Комплексное использование тепла и топлива в промышленности: Межвузовский научный сборник. — Саратов: Саратовский государственный технический университет, 2000. — 152 с.[15]
- В. Г. Каширский, В. Ф. Симонов, В. И. Лубков, В. В. Еремин. Пути освоения горючих сланцев Поволжья в качестве энергетического топлива: научное издание. — Проблемы совершенствования топливно-энергетического комплекса. — № 2. — С. 126—129. — 2002.[22]
- В. Г. Каширский,  А. Г. Беспалов. Пути реализации технологического потенциала горючих сланцев Поволжья : Научное издание. — Проблемы рационального использования топливно-энергетических ресурсов и энергосбережения. —  С. 9—12. — Саратов: Саратовский государственный технический университет, 2008.[22]
- В. Ф. Симонов, В. Г. Каширский, Л. В. Лёвушкина. Проблемы и перспективы использования смолы полукоксования сернистых горючих сланцев. — Саратов: Саратовский государственный технический университет, 2008.[23]

## Публицистика
- В. Г. Каширский. О газификации в совхозах. — Совхозная газета. — 16 февраля 1939 г. — № 23 (1310).
- В. Г. Каширский. Всемерно экономить природный газ. — Коммунист. — 9 апреля 1949.
- В. Г. Каширский. Совершенствовать использование газа в промышленности. — Коммунист. — 13 марта 1959 года.
- В. Н. Илясов, В. Г. Каширский. Сланцы Поволжья. — Социалистическая индустрия. — 21 июля 1983.
- В. Г. Каширский. Да, нужна такая энциклопедия. — Саратовские вести. — 10 февраля 1993 года. — Саратов.
- В. Г. Каширский. Саратовская энергетика. Прошлое, настоящее, будущее. — За инженерные кадры. — № 12 (2301). — Саратов: Саратовский государственный университет, 1995.[4]

## Награды и звания
- Орден «Знак почета»
- Медаль «В ознаменование 100-летия со дня рождения Владимира Ильича Ленина»[5] (1970)
- Знак «За отличные успехи в работе» МВ и ССО СССР[5]
- Знак «Ударник 9-й пятилетки»[5]
- Почетная грамота ЦК ВЛКСМ «За заслуги перед комсомолом»[5]
- Заслуженный деятель науки и техники РСФСР (1980)
- Золотая медаль ВДНХ (1989)